# Effectif des équipes à la Copa América 1999
Cette page contient la liste de toutes les équipes et de leurs joueurs ayant participé à la Copa América 1999. Les âges et le nombre de sélection des footballeurs sont ceux au début de la compétition.